# Marine Aircraft Group 31
31ème Groupe aérien du Corps des Marines
Le Marine Aircraft Group 31 (ou MAG-31) est un groupe aérien de l'United States Marine Corps  basé à la Marine Corps Air Station Beaufort en Caroline du Sud qui est actuellement composé de deux escadrons F/A-18C Hornet, d'un escadron de F/A-18A++, deux escadrons de F/A-18D Hornet, d'un escadron d'entraînement F35B Lightning II, un escadron de soutien logistique  un escadron de soutien d'escadre. Il relève du commandement de la 2nd Marine Aircraft Wing et du II Marine Expeditionary Force.

## Mission
La mission du MAG-29 est de fournir un soutien aérien aux commandants de la Marine Air-Ground Task Force.

## Unités subordonnées
Les unités actuelles du MAG-31  :
- Marine Fighter Attack Squadron 115  (VMFA-115 "Silver Eagles")
- Marine Fighter Attack Squadron 224 (VMFA(AW)-224 "Bengals")
- Marine Fighter Attack Squadron 312 (VMFA-312 "Checkerboards")
- Marine Fighter Attack Squadron 533 (VMFA(AW)-533 "Hawks")
- Marine Fighter Attack Training Squadron 501 (VMFAT-501 "Warlords")
- Marine Aviation Logistics Squadron 31 (MALS-31 "Stingers")
- Marine Wing Support Squadron 273 (MWSS-273 "Sweat Hogs")

## Historique

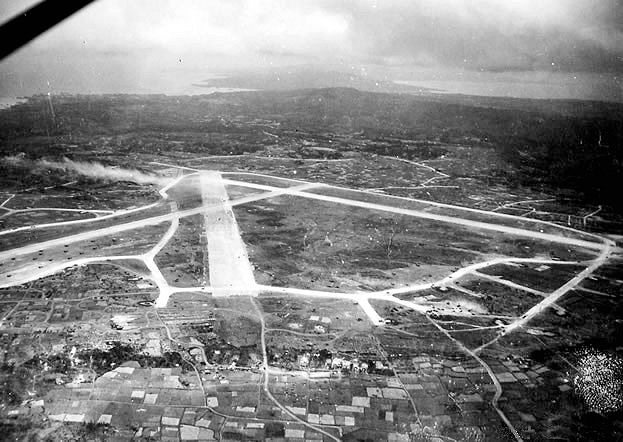
Photographie aérienne de l'aérodrome de Yontan, à Okinawa, en 1945.

### Origine
Le Marine Aircraft Group 31 a été mis en service à la Marine Corps Air Station Cherry Point, en Caroline du Nord, le 1er février 1943 sous le commandement du major Ralph K. Rottet (en). En septembre 1943, le MAG-31 quitta les États-Unis pour les Samoa où ses escadrons ont été stationnés dans de nombreuses bases samoanes. Pendant une grande partie de 1944, l'escadron effectuera des missions de neutralisation contre de nombreuses garnisons japonaises qui avaient été contournées dans les îles Marshall telles que Rabaul. En 1945, il participe à la bataille d'Okinawa...